# Shine We Are!
Albums de BoA
Next World (BoA)
(2003) Love and Honesty
(2004)
Shine We Are! est un album de BoA qui contient quelques-unes de ses chansons japonaises réenregistrées et remixées en coréen.

## Liste des titres
Les singles sont en gras
1. B.I.O
2. Shine we are!
3. 세상의 어디에서도 (One Way)
4. Discovery
5. Milky Way (Club Remix)
6. Flower
7. Searching For Truth
8. Beside You
9. 이별풍경 (Always)
10. Flying Without Wings (Westlife featuring BoA)